# 8812 Кравцов
8812 Кравцов (8812 Kravtsov) — астероїд головного поясу, відкритий 20 жовтня 1982 року.
Тіссеранів параметр щодо Юпітера — 3,345.